# Christian Baldauf

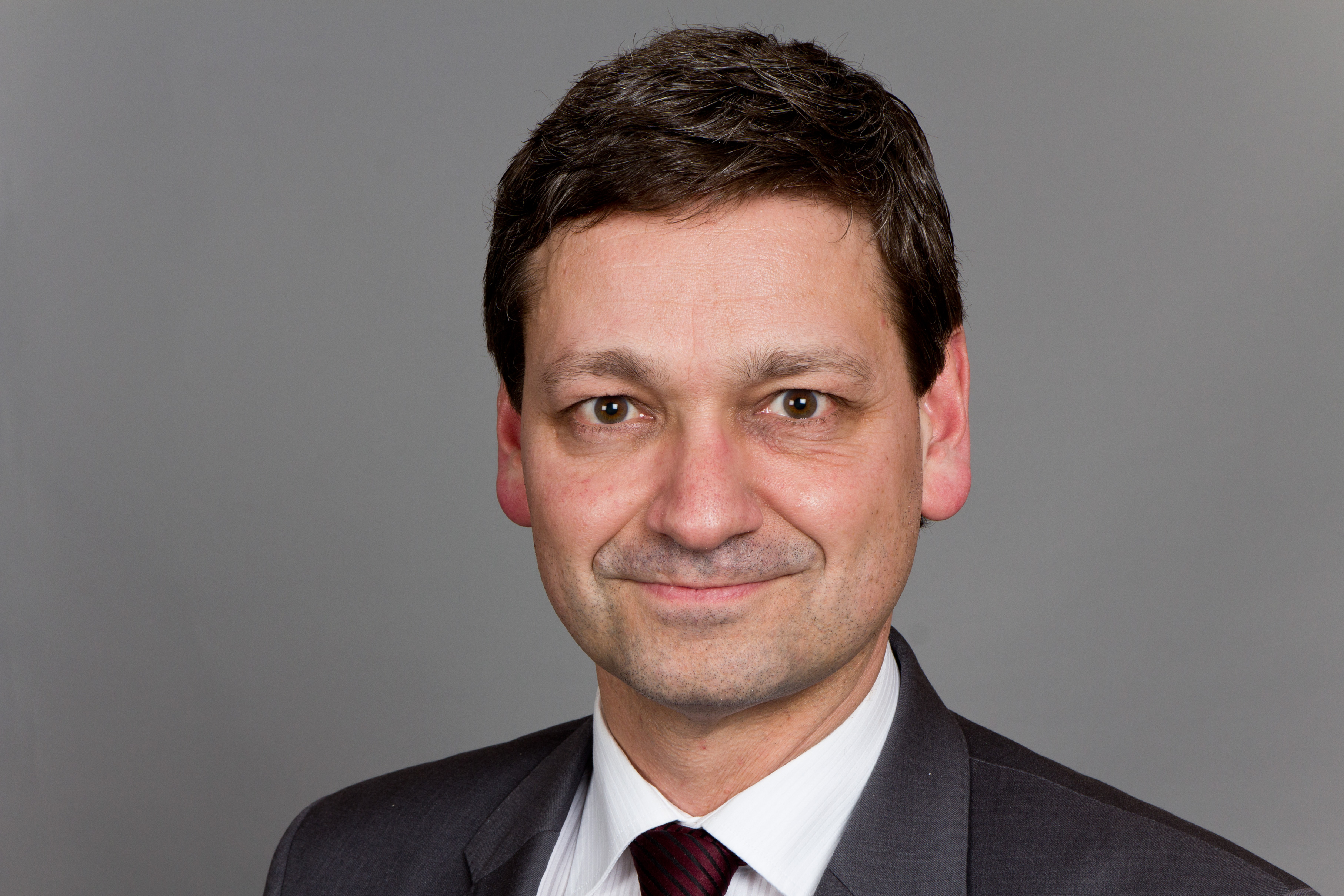
Christian Baldauf (2014)

Christian Baldauf (* 9. August 1967 in Frankenthal) ist ein deutscher Politiker (CDU). Er ist seit 2001 Mitglied des Landtages Rheinland-Pfalz. Dort war er von 2006 bis 2011 und von 2018 bis 2023 Vorsitzender der CDU-Fraktion und damit Oppositionsführer. Von November 2006 bis September 2024 war Baldauf Mitglied des CDU-Bundesvorstandes. Von 2006 bis 2010 sowie von 2022 bis 2024 war er Vorsitzender der CDU Rheinland-Pfalz.

## Leben und Beruf
Baldauf wuchs zusammen mit einer Schwester in Frankenthal auf. Nach dem Abitur 1986 am Albert-Einstein-Gymnasium in Frankenthal leistete er bis 1987 seinen Wehrdienst in Montabaur ab. Im Anschluss studierte Baldauf Rechts- und Verwaltungswissenschaften in Mannheim und Heidelberg. 1991 legte er das 1. Juristische Staatsexamen und 1994 das 2. Juristische Staatsexamen ab. Während seines Referendariats arbeitete er in der Verwaltungshochschule Speyer, bei der damaligen Bezirksregierung, im Gericht in Frankenthal, am Oberlandesgericht Zweibrücken, sowie in einer Kanzlei in Frankenthal. Von 1993 bis 1994 arbeitete Baldauf als wissenschaftlicher Mitarbeiter der Bundestagsabgeordneten Maria Böhmer. 1995 trat er als Fachanwalt für Arbeitsrecht (Schwerpunkt Dienstrecht) in die Anwaltskanzlei Menzel und Kroll in Frankenthal ein. Im Jahre 1999 wurde er Partner in der Frankenthaler Kanzlei Walter, Baldauf, Theobald Rechtsanwälte.
Baldauf ist seit 1997 verheiratet, er hat zwei Kinder und lebt in Frankenthal.

## Politik

### Funktionen
Baldauf ist seit 1983 Mitglied der CDU. Von 1992 bis 1996 war er Vorsitzender der Jungen Union im Kreisverband Frankenthal und von 1999 bis 2007 Vorsitzender des CDU-Kreisverbandes Frankenthal.
Seit 1994 ist Baldauf Mitglied des Frankenthaler Stadtrats und seit 2002 stellvertretender Vorsitzender der CDU-Ratsfraktion.
Baldauf war Mitglied der Bundesversammlungen 2009, 2010, 2012 und 2017. Vor der 16. Bundesversammlung 2017 kündigte er an, Frank-Walter Steinmeier nicht zu wählen.
Baldauf wurde 2006 zum Landesvorsitzenden der CDU gewählt. Im September 2008 wurde er mit 98,3 % in seinem Amt bestätigt. Im Zuge der Landtagswahl 2011 verzichtete Baldauf 2010 auf den Landesvorsitz zugunsten von Julia Klöckner, Spitzenkandidatin für die Landtagswahlen 2011. Er war seitdem stellvertretender Landesvorsitzender. Beim Parteitag der CDU Rheinland-Pfalz am 26. März 2022 trat Baldauf wieder für den Vorsitz an und wurde mit 84 % der Delegiertenstimmen gewählt. Julia Klöckner war nicht mehr zur Wiederwahl angetreten. Bei der Wahl zum Landesvorsitzenden im September 2024 tritt Baldauf nicht erneut an.
Seit dem 20. Parteitag 2006 in Dresden ist er Mitglied im Bundesvorstand der CDU. Er wurde u. a. auf den Parteitagen 2012, 2014, 2016 und 2018 wiedergewählt. Auf dem Digitalen Parteitag 2021 wurde er mit dem besten Ergebnis aller Beisitzer wiedergewählt. Er war u. a. an der Erarbeitung von Positionen zur „Abschaffung der Kalten Progression“ sowie zur „Einführung der Allgemeinen Dienstpflicht“ beteiligt.
Im Juni 2019 schlug der Landesvorstand Baldauf zum Spitzenkandidaten für die Landtagswahl 2021 vor, er kandidierte bei den rheinland-pfälzischen Landtagswahlen am 14. März 2021 als Spitzenkandidat der CDU für das Amt des Ministerpräsidenten gegen Amtsinhaberin Malu Dreyer (SPD). Die CDU erhielt in der Wahl ihr historisch niedrigstes Ergebnis bei einer Landtagswahl in Rheinland-Pfalz. Persönliche Konsequenzen als CDU-Landesvorsitzender sowie als Fraktionschef lehnte Baldauf dennoch ab und blieb zunächst in seinen Ämtern.

#### Kontroverse um Rückzug als Fraktionsvorsitzender
Am 22. Dezember 2022 gab Baldauf seinen Rückzug als Fraktionsvorsitzender der CDU im rheinland-pfälzischen Landtag bekannt und kündigte an, das Amt im März 2023 niederlegen zu wollen. Er kam damit übereinstimmenden Medienberichten zufolge einem geplanten Abwahlverfahren zuvor. Demnach informierte eine Gruppe von vier Abgeordneten um den Wirtschaftspolitischen Sprecher Helmut Martin – dem selbst Ambitionen auf den Posten des Fraktionsvorsitzenden nachgesagt wurden – Baldauf am Morgen des 21. Dezember, dass es für seinen Sturz eine Mehrheit in der Fraktion gebe und er daher zurücktreten solle. Die Gruppe riet Baldauf, nach Hause (in Frankenthal) zu fahren und in Ruhe darüber nachzudenken. Währenddessen wurde in der Fraktion bereits verbreitet, dass Baldauf zurücktreten werde. CDU-Abgeordnete sprachen nach der am 22. Dezember offiziellen Rücktrittsankündigung Baldaufs gegenüber Medien mitunter sogar von einem „Putsch“ gegen Baldauf; es sei unklar, ob es in der Fraktion tatsächlich eine Mehrheit gegen Baldauf gegeben hätte. Eigentlich wollte er bis zur rheinland-pfälzischen Kommunalwahl 2024 sowohl Landes- als auch Fraktionsvorsitzender – erst neun Monate zuvor wurde er mit 86 % zum Landesvorsitzenden gewählt – bleiben, Baldauf selbst begründete seinen Rückzug offiziell damit, dass es nun Zeit sei, in der Landtagsfraktion einen Übergang einzuleiten. Am 22. März 2023 wurde Gordon Schnieder zum Fraktionsvorsitzenden gewählt. Am 21. September 2024 übernahm Schnieder auch den CDU-Landesvorsitz von Baldauf.

### Abgeordneter
Seit der Landtagswahl 2001 vertritt Baldauf den Wahlkreis Frankenthal (Pfalz). Er verteidigte den Wahlkreis bei den Wahlen 2006, 2011, 2016 und 2021.
Von 2006 bis 2011 war Baldauf Vorsitzender der Landtagsfraktion. Nachdem Klöckner im März 2018 Bundesministerin für Ernährung und Landwirtschaft geworden war und auf das Mandat im Landtag verzichtete, war Baldauf vom 16. März 2018 bis zum 22. März 2023 erneut Vorsitzender der Landtagsfraktion und damit auch Oppositionsführer im Landtag. Er war Mitglied der CDU/CSU-Fraktionsvorsitzendenkonferenz.
Baldauf war in der 17. Legislaturperiode des Landtages von 2016 bis 2021 ordentliches Mitglied im Ältestenrat, Haushalts- und Finanzausschuss, sowie im Zwischenausschuss.
In früheren Legislaturperioden war Baldauf u. a. Mitglied im Ausschuss für Justiz und Verbraucherschutz, Ausschuss für Wirtschaft, Klimaschutz, Energie und Landesplanung, Ausschuss für Soziales, Arbeit, Gesundheit und Demografie und in der Datenschutzkommission.
Er war Mitglied im Untersuchungsausschusses Rodalben, der die Hintergründe und Verantwortlichkeiten zum Tod einer Erzieherin im Jugendheim Rodalben beleuchtete. Im Untersuchungsausschuss zur Nürburgring-Affäre war Baldauf Obmann seiner Fraktion.

## Politische Positionen

### Arbeitszwang für Langzeitarbeitslose
Baldauf setzt sich seit September 2021 dafür ein, Langzeitarbeitslose zu gemeinnütziger Arbeit zu verpflichten.

### Polizei/Innere Sicherheit
Bereits nach den Sexuellen Übergriffen in der Silvesternacht 2015 in Köln forderte Baldauf den Ausbau der Polizei, mehr Videoüberwachung und ein schärferes Strafrecht. Er kritisierte die Mängel bei der Ausrüstung und der Schulung der Polizei als verbesserungsbedürftig.

### COVID-19 und Gesundheitspolitik
Im Rahmen der Bekämpfung der COVID-19-Pandemie in Rheinland-Pfalz begrüßte Baldauf im April 2020 die Einführung der Maskenpflicht in Rheinland-Pfalz. Die Aufhebung des Einreisestopps für Erntehelfer und eine zeitweilige Grenzöffnung für Erntehelfer aus Rumänien und Polen forderte er in einem Schreiben an Bundesinnenminister Horst Seehofer im Frühjahr 2020. Die Verbesserung der ärztlichen Versorgung soll durch die Erhöhung der medizinischen Studienplätze in Rheinland-Pfalz um mindestens 200 erreicht werden. Zusätzlich sollte ein Stipendienprogramm für Medizinstudierende geschaffen werden, bei dem Studenten sich verpflichten, nach Abschluss des Studiums eine amtsärztliche Tätigkeit in Rheinland-Pfalz insbesondere im ländlichen Raum aufzunehmen. Um die Krankenhausförderung zu verbessern, forderte Baldauf klare und verlässliche Förderkriterien, um Lücken zwischen Antrags- und Bewilligungsbeträgen zu vermeiden. Die bisher notwendige Eigenbeteiligung sollte abgeschafft werden. Um die wirtschaftlichen Folgen zu bewältigen, schlug Baldauf nach dem ersten Lockdown im Mai 2020 einen zeitlich befristeten Sanierungspakt vor. Die schnelle Ausweitung der Corona-Tests in Alten- und Pflegeheimen müsse Priorität haben.

### Bildungspolitik
Mehrfach trat Baldauf im Bereich der Bildungspolitik für einen zusätzlichen Einsatz von Schulbussen, ein Sanierungsprogramm für Schultoiletten und eine verstärkte Ausstattung der Lehrer und Schüler mit Laptops und anderen digitalen Endgeräten ein. Nach seiner Darstellung verlässt ein Drittel der Schüler in Rheinland-Pfalz die Grundschule, ohne sicher lesen und schreiben zu können. Er setzt sich daher dafür ein, die Vorschularbeit im letzten Kindergartenjahr auf neue, verbindliche Grundlagen zu stellen und die Wochenstundenzahl für Deutsch um eine Stunde zu erhöhen. Darüber hinaus sollten Startergruppen im letzten Kindergartenjahr eingerichtet werden. Da nach einer Studie in den Schulen 2,7 Mio. Unterrichtsstunden im Schuljahr ausfallen, sollte eine 105-prozentige Versorgung an den Schulen gewährleistet sein und neue Lehrerstellen geschaffen werden.